# Cole Strange
Devin Cole Strange (Knoxville, 31 luglio 1998) è un giocatore di football americano statunitense che milita nel ruolo di offensive guard per i New England Patriots della National Football League (NFL).

## Carriera universitaria
Strange giocò alla University of Tennessee at Chattanooga dal 2016 al 2021. Nelle ultime due stagioni fu premiato come miglior bloccatore della sua conference. Nel gennaio 2022 disputò il Senior Bowl.

## Carriera professionistica
Strange fu scelto come 29º assoluto nel Draft NFL 2022 dai New England Patriots. Debuttò come professionista partendo come titolare nella gara del primo turno contro i Miami Dolphins. La sua stagione da rookie si concluse con 14 presenze, tutte come titolare.